# Lecący koń z Gansu
Lecący koń z Gansu albo Galopujący koń stąpający po lecącej jaskółce – chińska rzeźba z brązu przedstawiająca konia w galopie, pochodząca z okresu Późniejszej dynastii Han (23–220 n.e.), znajdująca się obecnie w Muzeum Prowincjonalnym Gansu.
Rzeźba stanowiła część wyposażenia grobu w Leitai, w pobliżu Wuwei, odkrytego 23 września 1969 przez miejscowych wieśniaków podczas akcji kopania schronów przeciwlotniczych. Zgodnie z napisami na znalezionych w grobie trzech srebrnych stemplach, pochówek należał do generała Zhanga („Zhang Jiangjun”), co jest zgodne z faktem, iż pod koniec panowania Późniejszej dynastii Han (23–220 n.e.) Zhangowie stanowili jeden z najpotężniejszych lokalnych rodów. Znalezione w grobie przedmioty zostały złożone w magazynie Muzeum Prowincjonalnego Gansu w Lanzhou. Dopiero Guo Moruo, który na początku lat 70. towarzyszył królowi Sihanoukowi w podróży po Gansu, dostrzegł niezwykłą wartość rzeźby lecącego konia, po tym gdy kazał pokazać sobie magazyny muzeum. Miał powiedzieć, że to najlepszy obiekt w muzeum i to wtedy po raz pierwszy rzeźba stała się sławna.

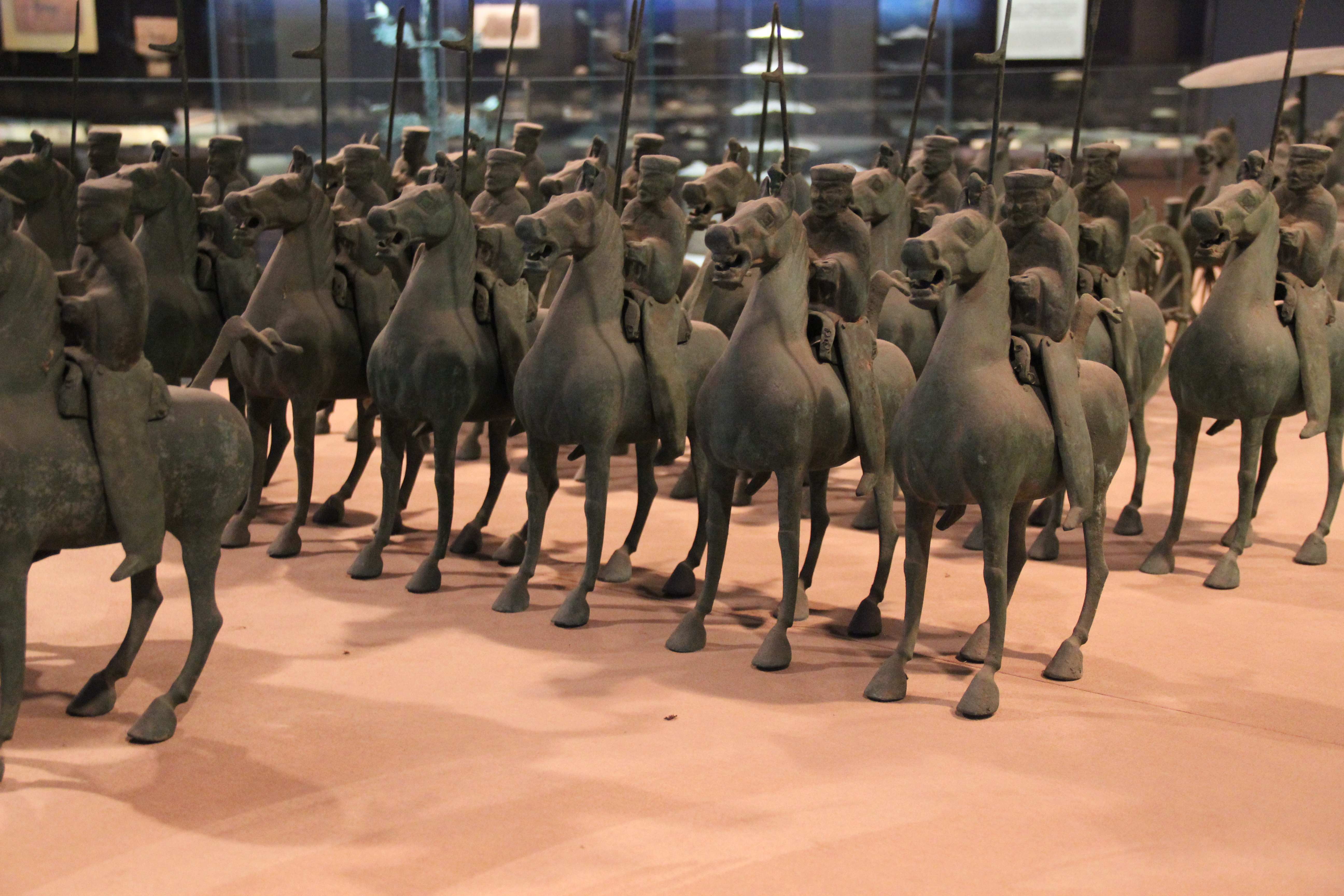
Inne konie wraz z jeźdźcami z grobu w Leitai, stanowiące ceremonialną gwardię honorową

Pod względem dekoracji i modelunku lecący koń jest identyczny z trzydziestoma dziewięcioma innymi figurkami koni z grobu w Leitai, stanowiącymi część ceremonialnej gwardii honorowej pochowanego generała, różni się od nich jedynie posturą. Podczas gdy pozostałe konie są mniej lub bardziej statyczne, lecący koń znajduje się w pełnym galopie. Wszystkie konie reprezentują rasę wysoko cenionych tzw. „niebiańskich koni”, wprowadzonych do Chin z Sogdiany pod koniec Zachodniej dynastii Han (202 p.n.e.–9 n.e.).
Rzeźba jest doskonale wyważona, opierając się jedynie na jednej nodze, bez podpórki, co nieznanemu chińskiemu artyście udało się osiągnąć umieszczając pod kopytem konia spłaszczoną jaskółkę. W ten sposób uzyskał on też dodatkowy element metaforyczny: koń nieledwie unosi się w powietrzu ponad lecącymi jaskółkami. Galopujący i rżący koń uznawany jest za wyjątkowy przykład pełnej rzeźby i przedstawienia zwierzęcia, z głową manifestującą ognisty temperament. Pomimo całego realizmu rzeźby, sam sposób reprezentacji konia ma charakter archaiczny: forma zwierzęcia jest wyrażona w schemacie linearnym, z jego dwiema stronami pojętymi jako dwie symetryczne połowy i obiema nogami po każdej stronie wyciągniętymi do przodu i do tyłu w nienaturalnym rozkroku.

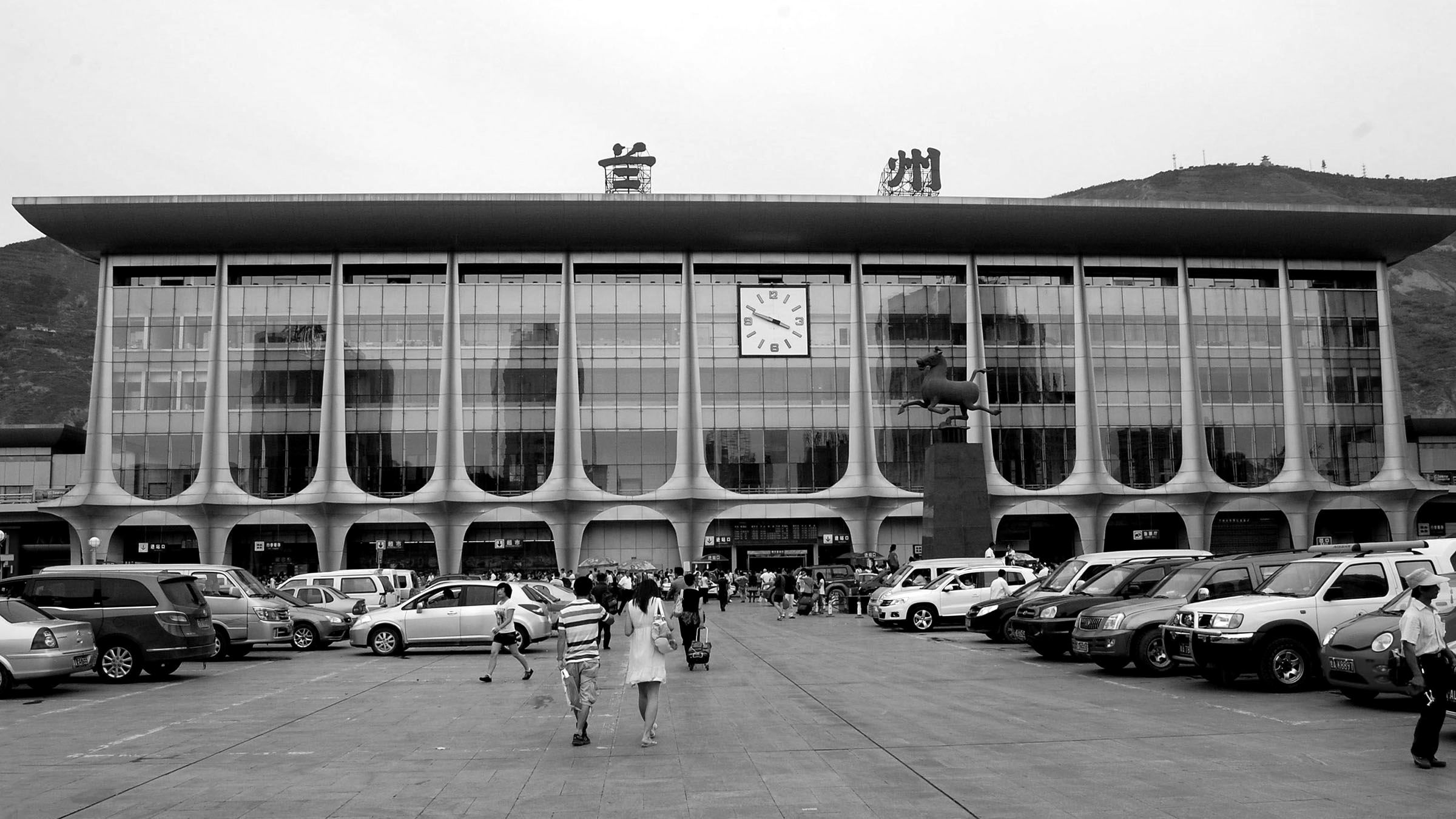
Replika lecącego konia przed głównym dworcem Lanzhou

Lecący koń stał się popularnym symbolem w prowincji Gansu, o czym świadczy choćby fakt, iż jego wielka replika znajduje się przed głównym dworcem stolicy prowincji, Lanzhou. W 2002 rzeźba znalazła się na liście sześćdziesięciu czterech zabytków kultury, które nie mogą być wystawiane poza Chinami, sporządzonej przez Państwową Administrację Dziedzictwa Kulturowego.